# القوات الجوية البنغلاديشية
القوات الجوية البنغلاديشية  (بالإنجليزية: Bangladesh Air Force) ) هي ذراع الحرب الجوية للقوات المسلحة بنغلاديش.

## وصلات خارجية
- الموقع الإلكتروني